# Click Mill von Dounby

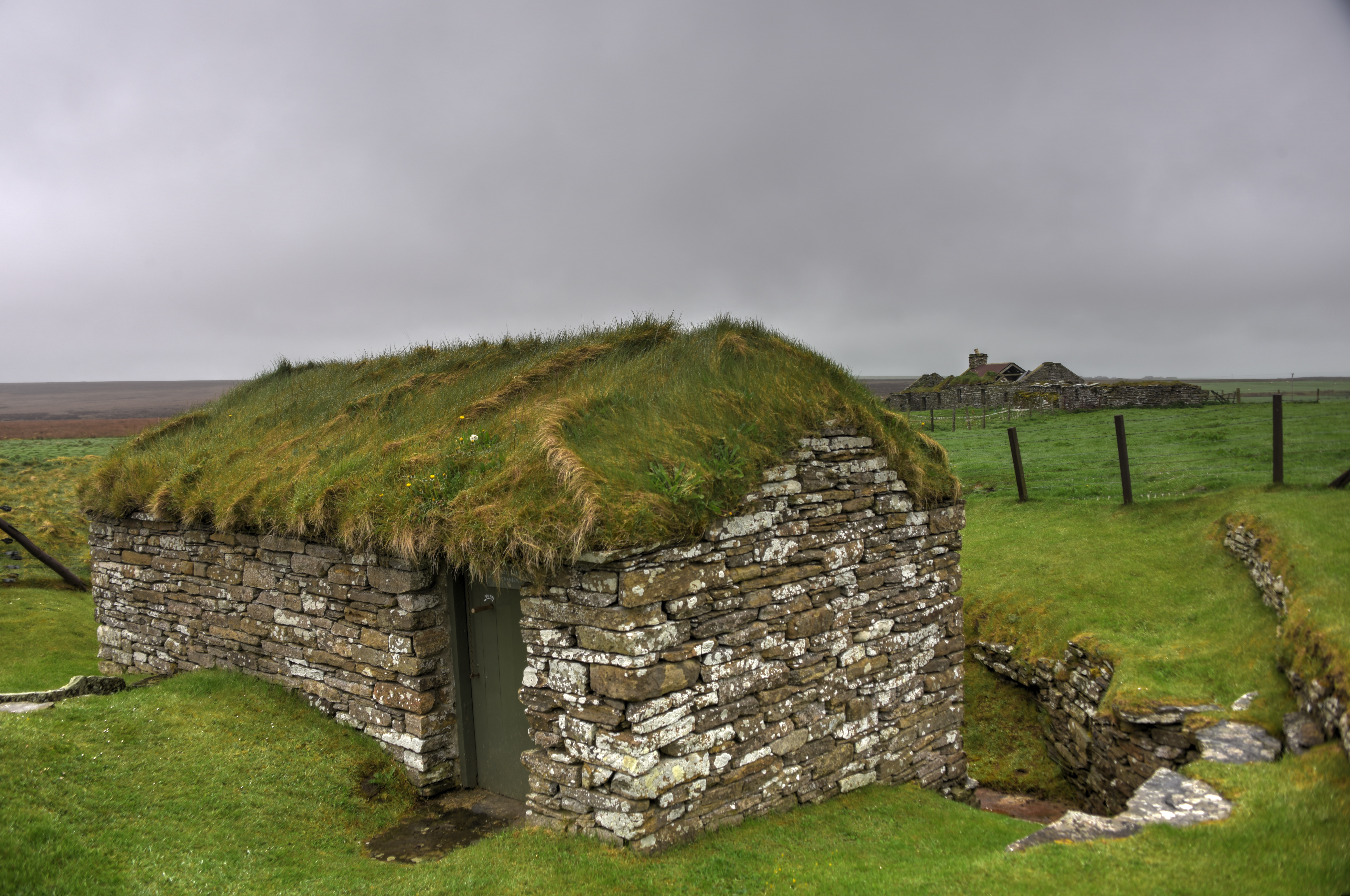
Click Mill von Dounby

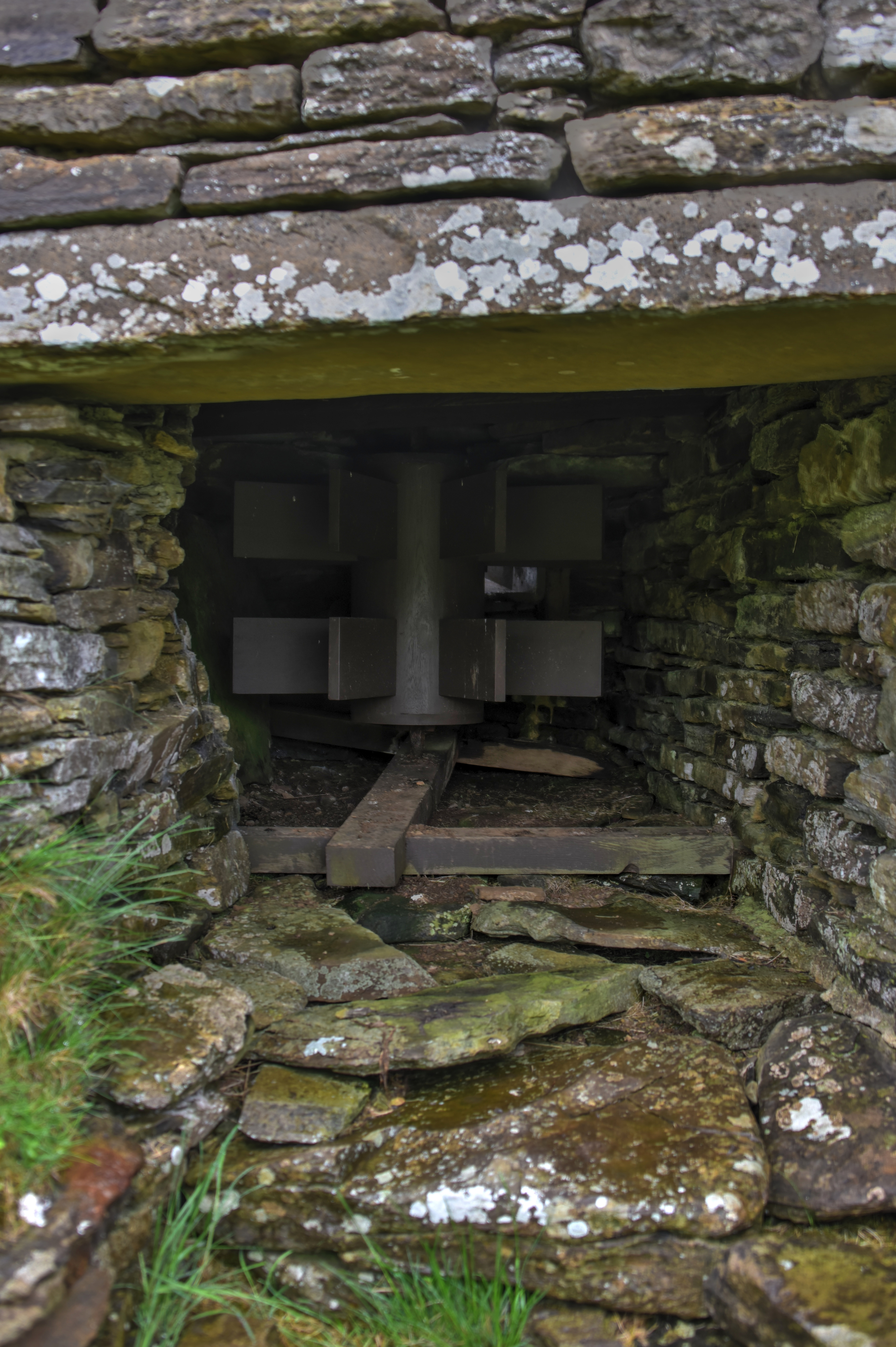
Wasserrad der Click Mill

Die Click Mill von Dounby (auch  Birsay, Dounby Mill, Hillside, Milbrig oder Norse Mill genannt) nordöstlich von Dounby auf der Orkney-Insel Mainland ist ein typisches Beispiel für eine nordische oder Horizontalrad-Wassermühle, einer Art von Wassermühlen, die auch auf Lewis and Harris und den Shetlands gefunden werden. Die Click Mill von Dounby ist das letzte, restaurierte Beispiel dieser Mühlenart auf Orkney. Die Click Mill wurde erst Mitte der 1820er Jahre gebaut und war bis Mitte der 1880er Jahre in Betrieb. Die etwa 4,5 × 2,0 m messende Mühle enthält alle ihre internen Maschinen und Einrichtungen.
Die Mühle ist als Scheduled Monument denkmalgeschützt.

## Verbreitung und Besonderheiten
Überreste von Horizontalmühlen findet man in Schottland und auf den Inseln. Restaurierte und intakte Clickmühlen stehen auf Lewis (Shawbost) und bei Huxter und Westing auf den Shetlandinseln. Die Dendrochronologie zeigt, dass die überwiegende Mehrheit aller Mühlen in Irland zwischen 630 und 930 entstand. Zuvor wurde angenommen, dass sich die Mühlenart erst durch die Normannen nach Irland verbreitete.